# Тахтагул
Тахтагул  — деревня в сельском поселении Кутарбитское, Тобольского района Тюменской области. 
В деревне две улицы и один переулок: Центральная, Озерная и переулок Утлык.
Деревня находиться между двух озер Ляцикуль и Большое Конданское. 
В 2014 году открыта мечеть.

## Население
| 2010 |
| ---- |
| 132  |